# Henri Larriere
Henri Larriere, né le 1er juin 1935 à Erquy, dans  le département des Côtes-du-Nord, en France et mort le 26 janvier 2024 à Montlhéry, est un sculpteur contemporain français.

## Biographie
L’artiste est parti du dessin et de la peinture pour arriver à la sculpture. Dans un premier temps sa sculpture, constituée de constructions en bois, de charpentes organisées, imposait sa présence par le volume et le poids.
Au fil du temps, Henri Larriere évolue, avec le métal, vers de plus en plus de finesse, de légèreté.

## Œuvres monumentales
- Sculpture en bois (chêne, Iroko), à Charleville-Mézières (Ardennes).
- Suite de sculptures en bois (azobé) à Etiolles, Essonne.
- Sculpture en bois (azobé) à Rennes (11e-et-Vilaine).
- Sculpture en bois (doussié) à Melun-Sénart (Seine et Marne).
- Suite de sculptures en bois (azobé) à Plestin-les-Grèves (Côtes d’Armor).
- 1987 -Sculpture en bois (azobé) acier et eau, Le Relecq-Kerhuon (Finistère).
- 1992 -Sculpture en bois (azobé) acier inox et eau, La Chapelle-des-Fougeretz (Ille-et-Vilaine).
- 1994/97 -Réalisation de douze vitraux, Chapelle Notre-Dame-du-Tertre, Châtelaudren (Côtes d’Armor).

## Expositions personnelles récentes
- 1995 -Galerie Claude Samuel, Paris.
- 1997 -Galerie du Dourven, Locquémeau, Côtes d’Armor.
- 1998 -Galerie Claude Samuel, Paris.
- 2000 -Espace d’Art Contemporain Camille Lambert, Juvisy, Essonne.Galerie Claude Samuel, Paris.
- 2003 -Galerie Batut d’Haussy, Paris.
- 2004 -Galerie Batut d’Haussy, Paris.